# Colijn van Rijssele
Colijn van Rijssele (en français : Colin de Lille), actif à Bruxelles dans la seconde moitié du XVe siècle et au début du XVIe siècle, est un dramaturge des Pays-Bas méridionaux, qui écrivait dans le style des rhétoriciens. 

## Biographie
Ce rhétoricien devint membre de la confrérie de Notre-Dame-des-Sept-Douleurs en 1498.  
Il est l'auteur d'une pièce sur le thème du miroir de l'amour, intitulée De spiegel der minnen, dont l'édition de 1561, établie par les soins de Dirck Volkertszoon Coornhert à partir d'un exemplaire qualifié de vieux et usé, a été réimprimée en 1577 et en 1617.  Cet ouvrage peut être considéré comme la plus ancienne pièce dramatique bourgeoise dans la littérature européenne.  L'action qui se déroule en six « jeux de batement » consécutifs et qui compte, en tout, 6 169 vers, est située à Middelbourg et à Dordrecht.  Chaque jeu est précédé d'un prologue et suivi d'un épilogue, prononcés par Sentiment favorable et Sentiment naturel (Jonstighe sin et Natuerlijck ghevoelen).   
La pièce est construite autour de l'histoire d'amour d'un jeune habitant de Middelbourg et d'une couturière.  Dierick den Hollander (Thierry le Hollandais) est un fils de marchand que ses parents jugent de trop haute naissance pour Katherina Steermertens.  Ils l'envoient alors à Dordrecht, ville d'où il revient, malade d'amour, pour mourir à Middelbourg, comme le fera sa bien-aimée.  Dierick ne meurt qu'après avoir demandé pardon à ses parents.  Il se rend finalement compte qu'il ne faut pas blâmer Katherina de sa mort : tout serait de sa faute et causé par son amour immodéré pour elle.  Le matin suivant, en chemin pour se rendre à l'église, Katherina surprend deux hommes discutant de la mort de Dierick.  Elle s'évanouit, est ramenée à la maison, meurt après avoir reconnu ses fautes et avoir prié Notre Dame, et est inhumée dans la même tombe que Dierick.
Dans l'épilogue, dont il avait enrichi la pièce, Coornhert défend le jeu contre des objections présumées, en affirmant que « […] l'erreur de ces deux amants ne peut être excusée, à moins que l'on souhaite utiliser la fragilité commune à l'humanité comme une feuille de vigne […] ».
Caractéristique de ce jeu de rhétorique est la description objectivante et analytique des problèmes psychologiques des principaux personnages à travers des « sinnekens » : des passions personnifiées, jouant un rôle à moitié comique et à moitie démoniaque, telles que l'Envie des grandeurs (Begheerte van Hoocheden), la Peur de la honte (Vreese voor Schande) et le Tracas envieux (Jalours Ghepeyns).  Miroir tendu aux lecteurs ou spectateurs amoureux, cette moralité souligne surtout l'importance de la modération et de la fidélité, ainsi que les dangers de l'orgueil et de la jalousie.  Même si les parents et la différence de classe jouent un rôle néfaste, et bien que le cours des événements se déroule sous le signe de Saturne, Phébus et Vénus - planètes nourrissant respectivement la jalousie, l'orgueil et l'amour démesuré -, au bout du compte c'est Katherina qui sera tenue responsable de l'issue tragique.  
Il se peut que l'éditeur, Coornhert, qui publia cette pièce suivie d'un épilogue de sa main, ait une relation bien personnelle avec celle-ci : son prénom était Dierick comme celui de l'un des protagonistes, et il était originaire de Hollande.  Mais, ce qui est plus important est qu'il s'était marié avec une pauvre fille en 1540, ayant atteint à peine l'âge de dix-neuf ans, raison pour laquelle il fut subséquemment déshérité par sa mère fortunée.  Il se peut donc qu'il ait éprouvé quelque sympathie pour le protagoniste.  
Le Spiegel de Colijn van Rijssele est étroitement lié au jeu de Narcisse et d'Écho (Narcissus ende Echo) de Colijn Keyart.  Ici, c'est l'impitoyable Narcisse qui abandonne Écho, languissante d'amour, et qui sera puni de sa vanité.  À juste titre, on peut se poser la question de savoir si Colijn Keyart, qui a également été appelé le Colin amoureux (amoureuze Colijn), ne pourrait pas être identifié avec Colijn van Rijssele, à qui sont en outre attribués quelques refrains (genre de ballades) construits sur l'acrostiche Risele.

## Ressources

### Sources
- (nl) Knuvelder, Gerardus Petrus Maria.  Handboek tot de geschiedenis der Nederlandse letterkunde, Deel 1, Bois-le-Duc, Malmberg, [s. d.] [ 1978 ], p. 493.
- (nl) Musschoot, Anne Marie, et Dirk Coigneau.  « Rijssele, Colijn van », De Nederlandse en Vlaamse auteurs van middeleeuwen tot heden met inbegrip van de Friese auteurs (réd. Gerrit Jan van Bork et Pieter Jozias Verkruijsse), Weesp, De Haan, 1985, p. 507.
- (nl) Ter Laan, Kornelis.  Letterkundig woordenboek voor Noord en Zuid, 2e impr., La Haye / Jakarta, G.B. van Goor Zonen's Uitgeversmaatschappij, 1952, p. 98.
- (en) Van Gijsen, Annelies.  « Love and Marriage: Fictional Perspectives », Showing Status. Representation of Social Positions in the Late Middle Ages (réd. Wim Pieter Blockmans et Antheun Janse), Turnhout, Brepols, 1999, p. 227-263.